# Alo Bärengrub
Alo Bärengrub (Kehtna, 12 februari 1984) is een Estisch voormalig profvoetballer, die als verdediger speelde.

## Interlandcarrière
Onder leiding van de Nederlandse bondscoach Jelle Goes maakte Bärengrub zijn interlanddebuut voor Estland op 2 december 2004 in de vriendschappelijke wedstrijd tegen Hongarije (0–5), net als Sander Post (FC Flora Tallinn) en Andrei Sidorenkov (FC Flora Tallinn).

## Erelijst
Nõmme JK Kalju
- Estisch landskampioen

2012